# Dubovik (Czarnogóra)
Dubovik (cyr. Дубовик) – wieś w Czarnogórze, w gminie Cetynia. W 2011 roku liczyła 8 mieszkańców.